# 王興福
王興福，字時興，河南江北等處行中書省德安府隨州應山縣（今湖北應山）人，元末明初政治人物。
王興福初担任徵州知府。1366年，朱元璋破杭州，王興福改任杭州府知府，平定民心。任期满后，百姓纷纷阻道挽留。王興福称：“并非我一人之力能够惠及父老乡亲，只要大家守法就能够达到。”朱元璋听后大力嘉奖，升其为吏部尚书。后因事连坐降职西安知府，死于任上。